# Small forward

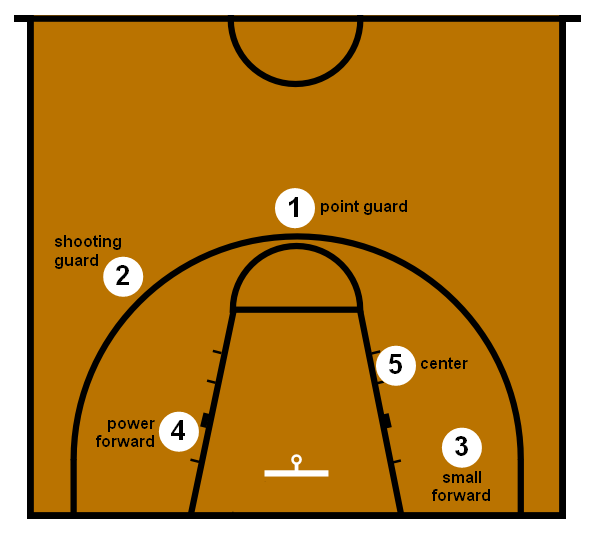
Standaard-spelposities in basketbal
1. pointguard
2. shooting guard
3. small forward
4. power forward
5. center

De small forward (afkorting SF, ook wel de 'nummer drie-positie' genoemd) is een van de vijf standaardposities bij basketbal. De small forward is normaal gesproken kleiner, sneller en leniger dan power forwards en centers. De small forwardpositie wordt door de aard van zijn rol aangemerkt als waarschijnlijk de meest veelzijdige van de vijf standaard basketbalposities. De meeste small forwards zijn 1,95 - 2,10 meter lang. Zijn belangrijkste taak is het scoren van punten, na de center en de power forward is hij als derde verantwoordelijk voor het rebounden. Enkele small forwards beschikken over een meer dan uitstekende passing. De small forward is de minst stereotiepe speler, sommige spelers op deze positie scoren hun punten veelal van afstand en anderen hebben meer de neiging om de basket op te zoeken. Een rol van de small forward is het afdwingen van persoonlijke fouten van de tegenstander. Een onontbeerlijke kwaliteit van de small forward is zijn schot, hij scoort veel van zijn punten vanaf de vrijeworplijn. De veelzijdige small forward speelt een belangrijke rol in de verdediging. Zij die tekortschieten op aanvallend vlak, compenseren dit vaak ruimschoots in verdedigend opzicht.

## Bekende small forwards
Enkele bekende small forwards zijn:
- Carmelo Anthony
- Larry Bird
- Kevin Durant
- LeBron James
- Kawhi Leonard
- Tracy McGrady
- Hanne Mestdagh
- Maya Moore
- Scottie Pippen
- Tayshaun Prince